# Lara Cox
Lara Cox (Canberra; 6 de marzo de 1978) es una actriz australiana conocida por haber interpretado a Anita Scheppersen la serie Heartbreak High.

## Biografía
Lara tiene un hermano menor.
En 1997 comenzó a salir con el actor Callan Mulvey pero la relación terminó en 2000.
Desde 2011 Lara sale con Jeff Springer.

## Carrera
Antes de convertirse en actriz Lara trabajó como modelo.
En 1996 se unió al elenco principal de la cuarta temporada de la serie Heartbreak High donde interpretó a Anita Scheppers hasta el final de la serie en 1999.
En 2000 se unió al elenco de la tercera temporada de la serie The Lost World donde interpretó a Finn, es una joven que viene del futuro hasta 2002.
En 2003 interpretó a JoAnn en el cortometraje Diagnosis Narcolepsy junto a los actores Scott Major, Erik Thomson y Salvatore Coco.
En 2006 apareció como invitada en varios episodios de la primera temporada de la serie H2O: Just Add Water donde interpretó a la doctora Linda Denman, una bióloga marina que intenta descubrir el secreto de la Emma Gilbert, Cleo Sertori y Rikki Chadwick sin éxito.
En 2007 apareció en varios episodios de la popular serie australiana Home and Away donde interpretó a la doctora Marie Cashman hasta 2008. Anteriormente había aparecido en la serie por primera vez en 1998 donde interpretó a Bianca Zeboat en seis episodios hasta 1999. El 23 de noviembre de 2017 apareció nuevamente en la serie ahora interpretando a Quinn Jackson, la hija de Alf Stewart hasta el 11 de diciembre del mismo año después de que su personaje regresara a Brisbane.
En 2008 apareció como invitada en la serie médica All Saints donde interpretó a  Phoebe Speight, anteriormente había aparecido por primera vez en la serie en 2002 donde interpretó a Cathy Maxwell durante el episodio "Endgame".
En 2009 apareció en la película The Marine 2 donde interpretó a Robin Linwood, la esposa de Joe Linwood (Ted DiBiase, Jr.) quien es secuestrada. Ese mismo año apareció en el thriller The Dinner Party donde dio vida a Angela King.

## Filmografía

### Series de Televisión
| Año         | Título              | Personaje       | Notas                           |
| ----------- | ------------------- | --------------- | ------------------------------- |
| 2017        | Home and Away       | Quinn Jackson   | 3 episodios                     |
| 2009        | The Jesters         | Fanática        | episodio Going Corporate"       |
| 2007 - 2008 | Home and Away       | Marie Cashman   | 12 episodios                    |
| 2008        | All Saints          | Phoebe Speight  | episodio "Out of the Fire"      |
| 2006        | H2O: Just Add Water | Linda Denman    | 3 episodios                     |
| 2005        | Blue Water High     | Erica           | episodio "Timing Is Everything" |
| 2000 - 2002 | The Lost World      | Finn / Phoebe   | 9 episodios                     |
| 2001        | Head Start          | Posy            | 7 episodios                     |
| 2001        | BeastMaster         | Marika          | episodio "Golgotha"             |
| 2000        | Above the Law       | Caitlin         | 2 episodios                     |
| 1998 - 1999 | Home and Away       | Bianca Zeboat   | 11 episodios                    |
| 1996 - 1999 | Heartbreak High     | Anita Scheppers | 112 episodios                   |
| 1998        | State Coroner       | Kelly           | episodio "Three's a Crowd"      |

### Películas
| Año  | Título                            | Personaje           | Notas                                                                                                  |
| ---- | --------------------------------- | ------------------- | --- |
| 2012 | The Boy Who'd Never Seen Rain     | Rita Cobblin        | corto - junto a Tim McCunn & Scott Lowe                                                                |
| 2012 | Ryder Country                     | Madson Casey        | junto a Conrad Coleby, Jeff Gannon, Peter Sumner & Rowena Wallace                                      |
| 2010 | Little Leopold                    | Annabel             | corto - junto a Ben Adam, Andrea Demetriades, Alan Flower & Jack Versace                               |
| 2009 | The Marine 2                      | Robin Linwood       | junto a Ted DiBiase, Jr., Temuera Morrison, Robert Coleby & Michael Rooker                             |
| 2009 | The Makeover                      | Patricia Bartlett   | junto a Martin Dingle-Wall, Jeff Gannon, Natalie Rose & Gil Balfas                                     |
| 2009 | The Dinner Party                  | Angela King         | junto a Sam Lyndon, Ben Seton & Mariane Power                                                          |
| 2009 | The Makeover                      | Patricia Bartlett   | junto a Lyn Collingwood & Jeff Gannon                                                                  |
| 2008 | Glass                             | Mujer               | corto - junto a Callan Mulvey & Tai Nguyen                                                             |
| 2007 | Acting Out                        | Skye                | junto a Gregory Caine, Sam Atwell, Rebecca Clay, Mark Jensen & Shaun McKean                            |
| 2007 | Gravy                             | Angie               | corto - junto a Lamberto Bianchi, Katherine Broomhall & Marco Venturini                                |
| 2006 | Stepfather of the Bride           | Natalie             | junto a Alex Dimitriades, William McInnes, Georgie Parker, Noni Hazlehurst & Kate Ritchie              |
| 2006 | Voodoo Lagoon                     | Carolina            | junto a John Noble, Lincoln Lewis, Beau Brady, Natalie Blair & James Stewart                           |
| 2005 | The Instructional Guide to Dating | Anfitriona          | junto a Ryan Desaulnier & Jacobie Gray                                                                 |
| 2004 | BlackJack: Sweet Science          | Claire              | junto a Colin Friels, Vince Colosimo, Alex O'Loughlin, Anthony Hayes, Marta Dusseldorp & Nash Edgerton |
| 2004 | DeMarco Affairs                   | Erika Liechtenstein | junto a Selma Blair, James Carpinello, Chris Diamantopoulos & Lizette Carrion                          |
| 2003 | Mermaids                          | Cynthia             | junto a Serah D'Laine, Nikita Ager, Erika Heynatz, Geneviève Lemon, Holly Brisley & Gyton Grantley     |
| 2003 | Balmain Boys                      | Fiona               | junto a Paul Gleeson, Mark Furze & Jeremy Sims                                                         |
| 2003 | Evil Never Dies                   | Maggie              | junto a Katherine Heigl, Christopher Morris, Thomas Gibson, Zoe Naylor & Simon Bossell                 |
| 2003 | Canguro Jack                      | Joven en el Avión   | junto a Jerry O'Connell, Anthony Anderson, Estella Warren, Christopher Walken & Michael Shannon        |
| 2000 | Angst                             | Heather             | junto a Jessica Napier, Joel McIlroy, Justin Smith & Abi Tucker                                        |